# Steve Jobs
Steven Paul Jobs (n. 24 februarie 1955, California, SUA – d. 5 octombrie 2011, Palo Alto, California, SUA) a fost un om de afaceri american, inventator și investitor cunoscut mai ales ca fiind co-fondatorul și CEO-ul (directorul general) firmei Apple Computer, precum și CEO al firmei Pixar, până la achiziția acestui studio de animație de către compania Disney. A fost cel mai mare acționar al companiei Disney  și membru în consiliul de directori ai Disney. Steve Jobs este considerat ca fiind unul dintre cele mai influente personaje atât din industria calculatoarelor, cât și din industria divertismentului.
Cariera în afaceri a lui Jobs a contribuit la formarea mitului întreprinzătorului inteligent și individualist din Silicon Valley, care este preocupat de designul produsului și importanța crucială pe care o are aspectul estetic al produsului în cucerirea clienților. Munca sa de dezvoltare de produse, care sunt atât funcționale, cât și elegante, i-au adus o reputație la care mulți admiratori fac referință.
Împreună cu co-fondatorul Apple Steve Wozniak, Jobs a ajutat la popularizarea calculatorului personal spre sfârșitul anilor '70. La începutul anilor '80, încă lucrând la Apple, Jobs a fost unul dintre primii care a sesizat succesul comercial pe care interfețele grafice operate prin intermediul mouse-ului îl pot avea. În 1985, după ce a pierdut lupta pentru putere cu consiliul de directori ai companiei Apple, Jobs a fondat NeXT, o companie care dezvolta o platformă de computere  specializată în învățământul superior și piața oamenilor de afaceri. Achiziția firmei NeXT în anul 1997 de către Apple, l-a adus înapoi pe Jobs la compania pe care o fondase.

## Primii ani
Steve Jobs s-a născut în San Francisco, fiind adoptat de Paul și Clara Jobs , din Mountain View, comitatul Santa Clara, California, aceștia dându-i numele de Steven Paul. Paul și Clara au adoptat mai târziu o fetiță pe care au numit-o Patti.
Părinții săi biologici sunt Abdul Fattah Jandali, pe atunci, un student sirian, fiu al unui moșier arab musulman din Homs  și care a devenit apoi, pentru o vreme, profesor de științe politice în Nevada, și Joanne Carole Schieble, o studentă americană dintr-o familie cu rădăcini germane și elvețiene și care a devenit logoped. Jandali și Schieble s-au căsătorit ulterior și au avut o fiică, pe Mona Jandali, devenită  Simpson, sora biologică a lui Steve, cunoscută ca filolog și romancieră. Steve Jobs a urmat cursurile unui liceu din Cupertino, California, frecventând după orele de școală prelegeri ținute de compania Hewlett-Packard din Palo Alto, California.
Pentru scurt timp, Jobs a fost angajat la această companie, în perioada verii, lucrând împreună cu Steve Wozniak. În 1972 Jobs a absolvit liceul și s-a înscris la Colegiul Reed din Portland, Oregon. Deși a abandonat facultatea după doar un semestru, el a continuat să audieze unele cursuri precum cel de caligrafie. Jobs a declarat ulterior: „Dacă aș fi renunțat la acel curs în facultate, Mac n-ar fi avut niciodată fonturi multiple sau proporțional distanțate”.
În toamna anului 1974 Jobs s-a întors în California unde a început să participe la reuniunile Homebrew Computer Club împreună cu Steve Wozniak. Dorind să strângă bani pentru o retragere spirituală în India, s-a angajat ca tehnician la Atari, o firmă producătoare de jocuri video. Jobs a călătorit ulterior în India împreună cu un prieten din facultate, Daniel Kottke - devenit mai târziu primul angajat al Apple - în căutarea iluminării spirituale. S-a întors budist convins, cu capul ras și purtând haine indiene tradiționale. În acea perioadă a consumat unele droguri și a afirmat că experiența sa  cu LSD că a fost  "unul dintre cele două sau trei cele mai importante lucruri pe care le-am făcut".  A afirmat că cei din jurul său care nu-i împărtășesc rădăcinile sale contraculturale nu-i pot înțelege în totalitate modul său de gândire.
S-a întors la vechea sa slujbă, la Atari, unde a primit sarcina de a crea un circuit pentru jocul video Breakout. Potrivit lui Nolan Bushnell, fondatorul companiei, Atari i-a oferit 100 de dolari pentru fiecare cip redus din cadrul dispozitivului. Jobs nu era interesat de circuite și avea puține cunoștințe despre design-ul acestora așa că a încheiat un târg cu Wozniak, de a împărți bonusul cu acesta dacă va reduce numărul cipurilor. Spre uimirea celor de la Atari, Wozniak a reușit să reducă cu 50 numărul cipurilor, un design așa de strâns fiind imposibil de reprodus pe o linie de asamblare.
În acel moment, Jobs i-a spus lui Wozniak că cei de la Atari le-ar fi dat doar 700 de dolari (în loc de 5000 de dolari cum trebuia) și că partea lui Wozniak era de 350 de dolari.

## Carieră

### Începutul firmei Apple Computer
În 1976, Steve Jobs, Steve Wozniak și mai târziu Ronald Wayne, cu finanțare din partea unui semi-pensionar al firmei Intel, manager de produse pe piață și inginer, A.C. "Mike" Markkula Jr., fondează Apple. Înainte de a co-înființa Apple, Wozniak a fost hacker. Jobs și Wozniak se cunoscuseră în 1971, când un prieten comun, Bill Fernandez, l-a prezentat pe tânărul de 21 de ani Wozniak lui Jobs, pe atunci în vârstă de 16 ani. Steve Jobs a reușit să-l convingă pe Wozniak să asambleze un calculator și să-l vândă. Pe măsură ce Apple a continuat să se extindă, compania a început să caute un director cu experiență care să administreze eficient dezvoltarea acesteia.
În 1978, Apple l-a recrutat pe Mike Scott de la National Semiconductor pentru postul de CEO (director executiv), pentru ce s-a dovedit a fi mai mulți ani turbulenți. În 1983, Steve Jobs l-a ademenit pe John Sculley de la Pepsi-Cola să vină la Apple pe postul de CEO, întrebându-l: "Vrei să vinzi apă cu zahăr toată viața ta sau vrei să vii cu mine și să schimbi lumea?"
În anul următor, Apple a difuzat la televiziune o reclamă la Super Bowl intitulată "1984". La adunarea anuală a acționarilor, din 24 ianuarie 1984, Jobs vizibil emoționat a prezentat calculatorul Macintosh audienței entuziaste; Macintosh devenind astfel primul calculator de dimensiuni mici, cu interfață grafică pentru utilizator, care a fost comercializat cu succes. Dezvoltarea a fost începută de Jef Raskin, fiind preluată mai târziu de Jobs.
Deși Jobs a fost pentru Apple un director convingător și carismatic, unii dintre angajații din acea perioadă l-au descris ca pe un manager temperamental și inconsecvent. O criză din industria vânzărilor apărută la sfârșitul lui 1984 a deteriorat relația profesională dintre Jobs și Sculley, iar la sfârșitul lui mai 1985 - în urma unei lupte interne pentru putere și a anunțării unui număr semnificativ de disponibilizări - Steve Jobs a fost înlăturat din funcția de șef al diviziei Macintosh.

### NEXT Computer
Aproape imediat, Jobs a înființat o altă companie de calculatoare, numită NeXT Computer. La fel ca Apple Lisa, stația de lucru NeXT era avansată tehnologic și și-a câștigat adepți printre cei care și-au putut permite, datorită punctelor  forte tehnice și orientarea spre dezvoltarea sistemului software. Cu toate acestea, a fost în mare parte respinsă de industrie pentru că era prea scumpă. Jobs și-a comercializat produsele NeXT în domeniile științifice și academice datorită tehnologiilor inovatoare, experimentale încorporate în acestea (cum ar fi nucleul Mach, procesorul de semnal digital și portul Ethernet built-in).
NeXTcube a fost descris de Jobs ca fiind un computer "interpersonal", despre care se spune că este următorul pas după computerul "personal". Aceasta dacă computerele ar putea permite oamenilor să comunice și să colaboreze împreună într-o manieră facilă, rezolvând astfel multe din problemele cu care s-au confruntat computerele "personale". Într-o vreme când pentru majoritatea oamenilor e-mailul însemna un simplu text, lui Jobs i-a făcut plăcere să creeze NeXTMail ca pe un sistem de e-mail demo pentru filozofia sa "interpersonală". NeXTMail a fost primul care a sprijinit în mod evident, universal, clickable, încorporarea fișierelor grafice și audio în e-mail.
Jobs a condus NeXT cu o obsesie pentru perfecțiunea estetică, această preocupare fiind evidențiată prin crearea  carcasei din magneziu a  lui NeXTcube. Acest lucru a pus o presiune considerabilă asupra diviziei hardware și în 1993, după ce au vândut doar 50.000 de calculatoare, NeXT s-a axat în totalitate pe dezvoltarea sistemelor software o dată cu lansarea lui NeXTSTEP/Intel.

### Pixar și Disney
În 1986, Jobs a cumpărat Graphics Group (mai târziu denumit Pixar) de la Lucasfilm, divizia grafică de calculatoare, pentru prețul de 10 milioane de dolari, din care 5 milioane de dolari fiind date companiei ca și capital.
Noua companie, care a avut inițial sediul la Lucasfilm Kerner Studios în San Rafael, California, mutată apoi la Emeryville, California, a fost inițial destinată a fi un dezvoltator hardware high-end grafic. După ani de rentabilitate, Pixar Image Computer a încheiat cu Disney un contract pentru producerea unor filme animate computerizate, pe care Disney le-ar cofinanța și distribui. Primul film produs prin acest parteneriat, Toy Story, a adus faimă și aprecieri critice studioului la lansarea sa în 1995. În următorii zece ani, sub conducerea creativului director al Pixar, John Lasseter, compania a produs hit-urile de box-office: A Bug's Life (1998), Toy Story 2 (1999), Monsters, Inc. (2001), Finding Nemo (2003), The Incredibles (2004), Cars (2006), Ratatouille (2007), WALL-E (2008) și Up (2009). Finding Nemo, The Incredibles, Ratatouille, WALL-E și Up au primit fiecare premiul Academiei pentru cel mai bun film de animație, un premiu introdus în 2001.
În anii 2003 și 2004, pe când contractul cu Disney se apropia de final,  Jobs și directorul executiv al Disney, Michael Eisner, au încercat fără succes să negocieze un alt parteneriat, iar la începutul lui 2004, Jobs a anunțat că Pixar este în căutarea unui nou partener care să-i distribuie filmele după ce contractul cu Disney va expira.
În octombrie 2005, Bob Iger l-a înlocuit pe Eisner la Disney, acesta lucrând pentru îmbunătățirea relației cu Jobs și Pixar. Pe 24 ianuarie 2006 Jobs și Iger au anunțat că Disney a fost de acord să cumpere Pixar într-o tranzacție all-stock, în valoare de 7,4 miliarde de dolari. Odată tranzacția încheiată, Jobs a devenit cel mai mare acționar unic al Disney, având aproximativ 7% din acțiunile companiei. Stocul de acțiuni deținut de Jobs îl depășea pe cel al lui Eisner, care deținea 1,7%, precum și pe acel a membrului familiei Disney, Roy E. Disney, care deținea aproximativ 1% din acțiunile companiei. Jobs s-a alăturat consiliului de directori al Disney după finalizarea fuziunii.

### Întoarcerea la Apple
În 1996, Apple a anunțat că va cumpăra compania NeXT pentru suma de 429 de milioane de dolari. Afacerea s-a finalizat spre sfârșitul anului 1996, aducându-l pe Jobs înapoi în cadrul companiei pe care a co-înființat-o. În scurt timp acesta a devenit CEO interimar al firmei Apple, după ce directorii și-au pierdut încrederea în Gil Amelio, CEO, în urma unei lovituri de stat din cadrul consiliului de administrație. În martie 1998, pentru a se concentra pe eforturile Apple privind revenirea la profitabilitate, Jobs a anulat o serie de proiecte, cum ar fi Newton, Cyberdog, și OpenDoc. În lunile următoare, multor angajați le era frică să urce în lift cu Jobs, deoarece se temeau că atunci când se vor deschide ușile s-ar putea să nu mai aibă o slujbă. În realitate, Jobs a concediat rar oameni, dar câteva victime au fost suficiente pentru a teroriza întreaga companie. Jobs a schimbat, de asemenea, programul de licențiere pentru clone Macintosh, ceea ce a făcut să fie prea costisitor pentru producători să continue să facă utilaje. Odată cu  achiziționarea firmei NeXT, o mare parte din tehnologia companiei și-a găsit utilitatea în produsele Apple, mai ales NeXTSTEP, care a evoluat în Mac OS X. Sub îndrumarea lui Jobs, compania a crescut semnificativ numărul vânzărilor  o dată cu introducerea computerului iMac și a altor produse noi; de atunci, design-urile atrăgătoare și de branding puternice au funcționat bine pentru Apple. La Macworld Expo, în anul 2000, Jobs a renunțat oficial la interimat, devenind CEO permanent.
În continuare, compania s-a extins, introducând și îmbunătățind alte aparate digitale. Odată cu introducerea playerului muzical portabil iPod, a softului iTunes pentru muzică digitală, precum și a magazinului virtual iTunes Store, compania a făcut incursiuni în electronice de consum și de distribuție de muzică. În 2007, Apple a intrat în afaceri pe piața telefoniei mobile cu introducerea iPhone-ului, un telefon mobil cu ecran multi-touch, iPod, și dispozitiv de internet. Stimulând în același timp inovarea, Jobs le reamintește angajaților săi de "nava adevăraților artiști", această metaforă însemnând că livrarea la timp a produselor este la fel de importantă ca inovarea și design-ul atractiv.
Jobs a fost atât admirat cât și criticat pentru abilitatea sa desăvârșită de persuasiune și arta sa de a vinde, care a fost numită "câmp de denaturare a realității", fiind evidentă în cadrul discursurilor sale keynote (cunoscute sub denumirea de "Stevenotes"), de la  Macworld Expos și la World Wide Developers Conferences a Apple.
În 2005, Jobs ca răspuns la criticile programelor Apple de reciclare a e-deșeurilor în Statele Unite, a organizat o incinerare în favoarea mediului la adunarea anuală a Apple, în Cupertino, din aprilie. Cu toate acestea, câteva săptămâni mai târziu, Apple a anunțat că va lua înapoi iPod-uri gratis la magazinele sale. Campania Computer TakeBack a răspuns prin pilotarea unui avion care a arborat un banner, la absolvirea studenților de la Universitatea Stanford, unde Jobs a ținut un discurs. Pe banner era scris „Steve - Nu fi un mini-player, reciclează toate e-deșeurile”. În 2006, el a extins în continuare programele de reciclare Apple la orice client din SUA, care cumpără un nou Mac. Acest program include transportul maritim și „eliminarea ecologică” a sistemelor lor vechi.

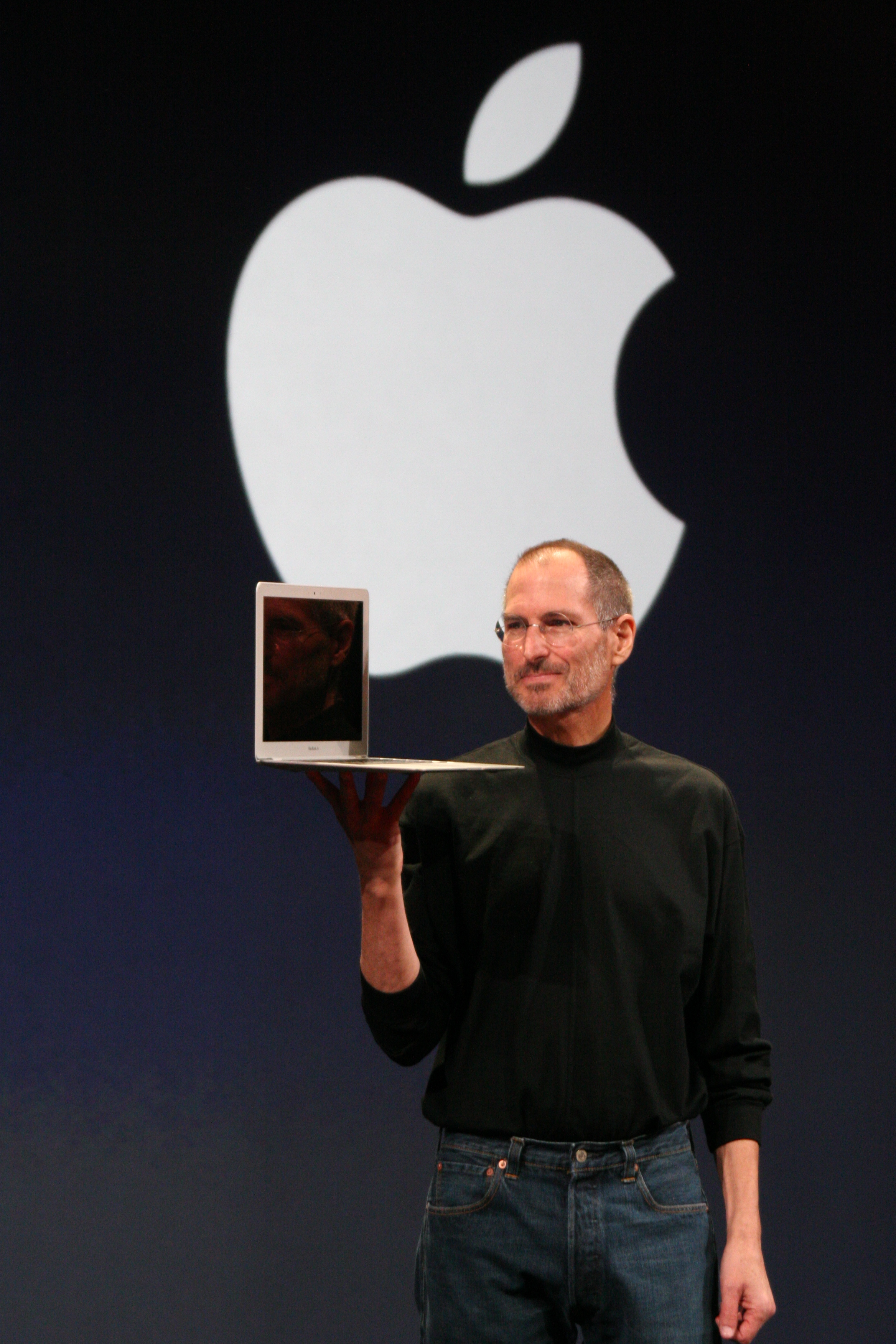
Steve Jobs prezentând un model MacBook Air în 2008

### Demisia
Pe 24 august 2011, Apple a anunțat demisia co-fondatorului Steve Jobs. Apple Inc. a informat că demisia lui Steve Jobs are efect imediat și că acesta va fi înlocuit de Tim Cook, care ocupa funcția de director operațional al companiei.
Într-o scrisoare trimisă conducerii și comunității Apple, Jobs a transmis că dorește să rămână președinte al consiliului de administrație.
Deși s-a aflat oficial în concediu medical încă din luna ianuarie, Jobs a apărut în public pentru a anunța noi produse Apple. CEO-ul de 56 de ani a revenit pentru scurt timp în luna martie, pentru a dezvălui cea mai recentă versiune a iPad și mai târziu pentru a participa la o cină găzduită de către președintele Barack Obama pentru liderii din IT, în Silicon Valley.

## Decesul
Steve Jobs a decedat pe data de 5 octombrie 2011, după o luptă îndelungată cu un cancer pancreatic. Decesul său a avut loc la numai o zi după lansarea iPhone-ului 4S. El este o legendă a domeniului IT.

## Viața privată
A fost căsătorit cu Laurene și a avut 4 copii.

## Omagii
Steve Jobs a fost o figură semnificativă în lumea tehnologiilor, ceea ce a dus la omagierea lui prin filmul Jobs, în care a fost interpretat de către Ashton Kutcher.
Filmul a fost criticat de către apropiații lui Jobs ca prezentând o imagine falsă a realității, astfel că Sony a luat decizia de a ecraniza singura biografie autorizată Steve Jobs, scrisă de către Walter Isaacson. Proiectul a fost preluat de către Universal, avându-l pe Michael Fassbender în rol principal, el fiind lansat în octombrie 2015,.